# Resolució 1549 del Consell de Seguretat de les Nacions Unides
La Resolució 1549 del Consell de Seguretat de les Nacions Unides fou adoptada per unanimitat el 17 de juny de 2004. Després de recordar totes les resolucions anteriors sobre la situació a Libèria, particularment les resolucions 1521 (2003) i 1532 (2004), el Consell va restableix un panell d'experts per supervisar les sancions internacionals contra Libèria.

## Resolució

### Observacions
El Consell de Seguretat va prendre nota dels informes anteriors d'un grup d'experts i del Secretari General de les Nacions Unides sobre la situació a Libèria i una petició del govern de transició liberià per elevar les sancions contra la fusta i els diamants.

### Actes
El grup d'experts es va restablir durant un període fins al 21 de desembre de 2004 per dur a terme una missió de seguiment a Libèria i als països propers per investigar la implementació i qualsevol violació de les sancions i avaluar l'impacte humanitari i socioeconòmic de les mesures. Es va demanar al panell que proporcionés dos informes sobre aquestes qüestions entre el 30 de setembre de 2004 i el 10 de desembre de 2004. A més, es va demanar al secretari general Kofi Annan que nomenés fins a cinc experts per servir al panell.
Es va demanar al govern de transició que establís un règim de certificat d'origen adequat per als diamants i que estableixi el seu control sobre les zones productores de fusta. Finalment, es va demanar a la comunitat internacional que ajudés al govern de transició a Libèria a través de la recuperació i la reconstrucció econòmica i cooperar amb el Comitè d'experts i sancions.